# ドレミのまほう
「ドレミのまほう」とは、1991年10月 - 11月、NHKの『みんなのうた』で放送された曲。

## 概要
作詞：野田薫、作曲：森若香織、編曲：朝本浩文、歌：GO-BANG'S。
なお、当バンドでボーカルを担当していた森若はバンド解散後の1999年8月 - 9月に「大きな月」で番組に再び参加している。
音階の「ドレミファソラシド」を題材にした楽曲であり、歌詞中には「ドキドキするよな～」、「シンデレラだって～」など各音階を頭文字においている部分も存在する。
映像は「かおりちゃんタイム」、「元祖バナナの魂」を手掛けた見米豊による3作目のストップモーションアニメーション。
キングレコードから発売された「みんなのうた」関連のCDには、大和田りつこのカバー版が収録されているが、GO-BANG'SのCD・アルバムにはいずれも未収録。
再放送は初回放送から2年後の1993年8月 - 9月に初めて行われ、2016年12月24日・2017年1月28日の「みんなのうたリクエスト」でも再放送されたが、テレビでの再放送は23年ぶり。